# La testa di House
La testa di House (House's Head nella versione originale) è il quindicesimo episodio della quarta stagione della serie televisiva statunitense Dr. House - Medical Division, trasmesso in prima assoluta sul canale televisivo statunitense Fox il 12 maggio 2008 nella versione originale, e successivamente, doppiato in italiano, il 9 luglio 2008 sul canale televisivo italiano digitale terrestre Joi della piattaforma pay per view Mediaset Premium. In chiaro è stato trasmesso l'11 gennaio 2009 su Canale 5.
L'episodio è il primo di due puntate (la successiva è Il cuore di Wilson) che raccontano le vicende che ruotano attorno al dottor Gregory House che, dopo essere stato coinvolto in un incidente di autobus, ricorda vagamente che qualcuno sta morendo, ma non ricorda chi e come. House cerca di ricostruire la sua memoria, aiutandosi con la stimolazione di allucinazioni, nelle quali una donna, che sostiene di essere "la risposta" gli fa da guida. Alla fine dell'episodio House si rende conto che "la risposta" è Amber Volakis, la fidanzata di Wilson, anch'essa vittima dell'incidente. La vicenda rimane quindi in sospeso, lasciando sconosciuta la sopravvivenza di Amber.
L'episodio è stato uno dei più seguiti della serie negli USA, con oltre 14 milioni di telespettatori americani che hanno seguito la storia. L'episodio, e in particolare uno strip tease della Cuddy, frutto di una delle allucinazioni di House, ha ricevuto critiche molto positive, ottenendo anche 5 nomination ai Primetime Emmy Awards, con Greg Yaitanes che ha vinto l'Emmy per la "regia di una storia in sospeso".

## Trama
All'inizio dell'episodio House si trova in stato confusionale, con ferite, in uno strip club, dopo essere stato una delle vittime di un grave incidente stradale (un camion della nettezza urbana si scontra con un autobus, dove vi era anche House tra i passeggeri).
House accusa una commozione cerebrale e perdita di sangue dall'orecchio, oltre all'amnesia dell'evento traumatico, che gli impedisce di ricordare l'esatta dinamica dei fatti. Ricorda però di aver notato un passeggero che stava male, ma non ricorda chi e il motivo. Così prova vari modi per stimolare la sua memoria: cerca di riconoscere qualcuno tra i ricoverati al Pronto Soccorso, annusa i vestiti dei feriti, ipnosi e allucinazioni farmacologiche, molto pericolose vista la sua commozione cerebrale, che gli fanno rivivere a tratti l'accaduto. In particolare una donna, identificandosi in "la risposta" guida House nelle visioni.
L'autista dell'autobus, apparentemente sano, viene colpito da una temporanea paralisi: dopo aver scartato le diagnosi differenziali House intuisce che la causa è un embolo d'aria, causato dalle capsule impiantate in un intervento dentistico. Sollevandogli le gambe House trasferisce l'embolo al cuore e glielo aspira con una siringa.
House si rende comunque conto che non è l'autista che aveva notato sull'autobus, così cerca ancora di scavare nella sua memoria ingerendo fisostigmina (normalmente usata per curare l'Alzheimer) che gli provoca ancora delle allucinazioni. Finalmente rivive tutta la scena dell'incidente, ma immediatamente entra in arresto cardiaco. Tutto il team, Cuddy compresa, lo rianima, così il diagnosta può comunicare la vera identità della misteriosa persona da salvare: Amber, che era stata ricoverata in un altro ospedale. Wilson ne rimane profondamente sconvolto.